# Джизья
Сражайтесь с теми из людей Писания, которые не веруют ни в Аллаха, ни в Последний день, которые не считают запретным то, что запретили Аллах и Его Посланник, которые не исповедуют истинную религию, пока они не станут собственноручно платить дань, оставаясь униженными.

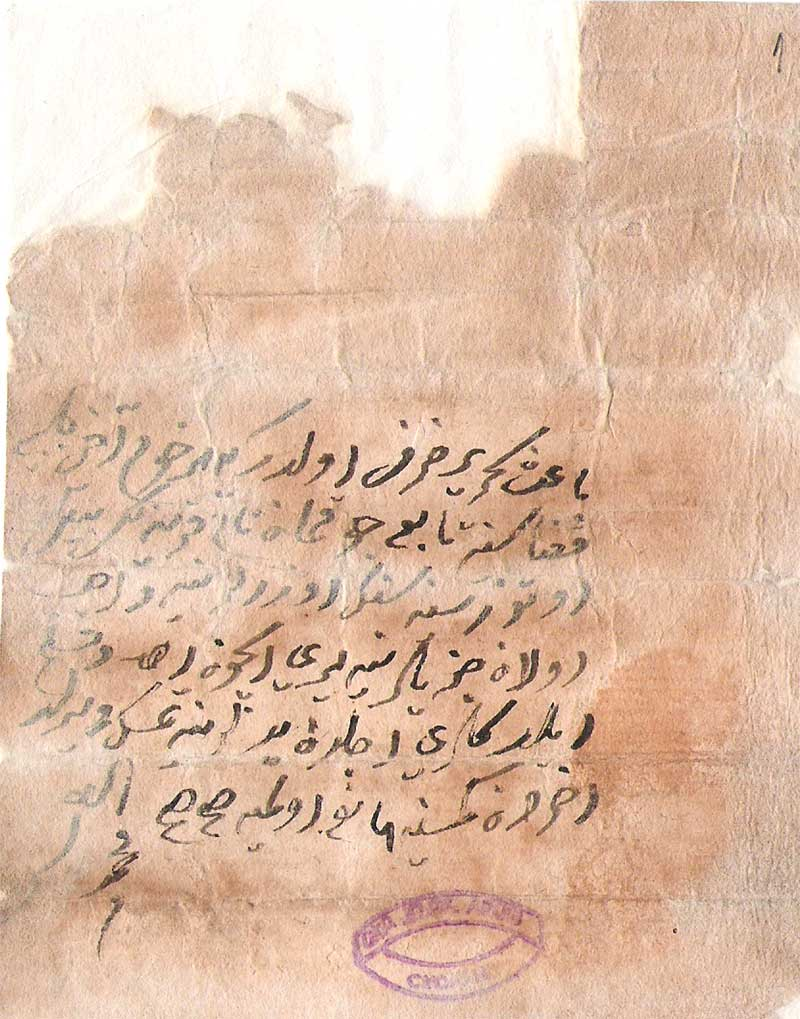
Документ джизьи. (Османская империя, XVII век).

Джи́зья, или джи́зия (араб. جزْية‎), также хара́ч/хара́дж, — подушная подать с иноверцев (зимми) в мусульманских государствах. Исламские правоведы рассматривают джизью как выкуп за сохранение жизни и дальнейшую защиту от внутренних и наружных врагов при завоевании. От выплаты подати независимо от религии и национальности освобождались все женщины, старики, инвалиды, нищие, рабы, монахи (до начала VIII века) и христиане, воевавшие в мусульманской армии.
Джизья берётся с совершеннолетних мужчин и не берётся с женщин. Также джизья не берется с тех, с кем не сражаются, как, например, дети, женщины, сумасшедшие и дряхлые старики. Единогласие в этом передали многие улемы, такие как Ибн аль-Мунзир и Ибн Кудама, и передается от Умара, что он запрещал брать джизью с этих категорий.

## История
Термин джизья встречается в 29-м аяте суры Ат-Тауба. Средневековые правоведы сомневались в том, что в этом аяте под ним разумеется определённый налог, а не просто «воздаяние». В VII веке джизья смешивалась с хараджем, так как весь налог с завоеванной области рассматривался как выкуп иноверцев. В первой четверти VIII века джизья выделилась в особый налог с индивидуальной ответственностью. Из-за увеличения общей суммы налогов по податным округам и исчезновения помощи круговой поруки произошло ухудшение положения податного населения.

## Выплаты
Джизьей облагались мужчины, достигшие зрелости. В зависимости от имущественного положения налогоплательщика, джизья равнялась 12, 24 или 48 дирхамам, а в странах с золотым обращением — 1, 2, 4 динара. Эти ставки сохранялись до XV века, однако из-за постоянного падения достоинства монеты в Османской империи время от времени размер джизьи изменялся. Теоретически джизья должна была выплачиваться единовременно по истечении налогового года, однако на практике она взималась частями. В XI—XIII веках большинство исламских стран перешло к системе коллективной ответственности. В зависимости от численности иноверцев каждой общине устанавливалась общая сумма джизьи. За её сбор и своевременную сдачу государству отвечал глава общины. В Османской империи в разное время применялись обе формы выплаты джизьи. Иногда джизью выплачивали женщины, получившие в наследство землю. От джизьи освобождались христиане, воевавшие в мусульманской армии. В норманнской Сицилии джизьёй называлась также подушная подать с мусульман.